# La Vaudoise
La Vaudoise ist ein 1932 in Bret-Locum erbauter Frachtsegler auf dem Genfersee. Das Schiff vom Typ «Barque du Léman» liegt in Ouchy und ist im Schweizerischen Inventar der Kulturgüter von regionaler Bedeutung (Kategorie B) eingetragen.

## Beschreibung

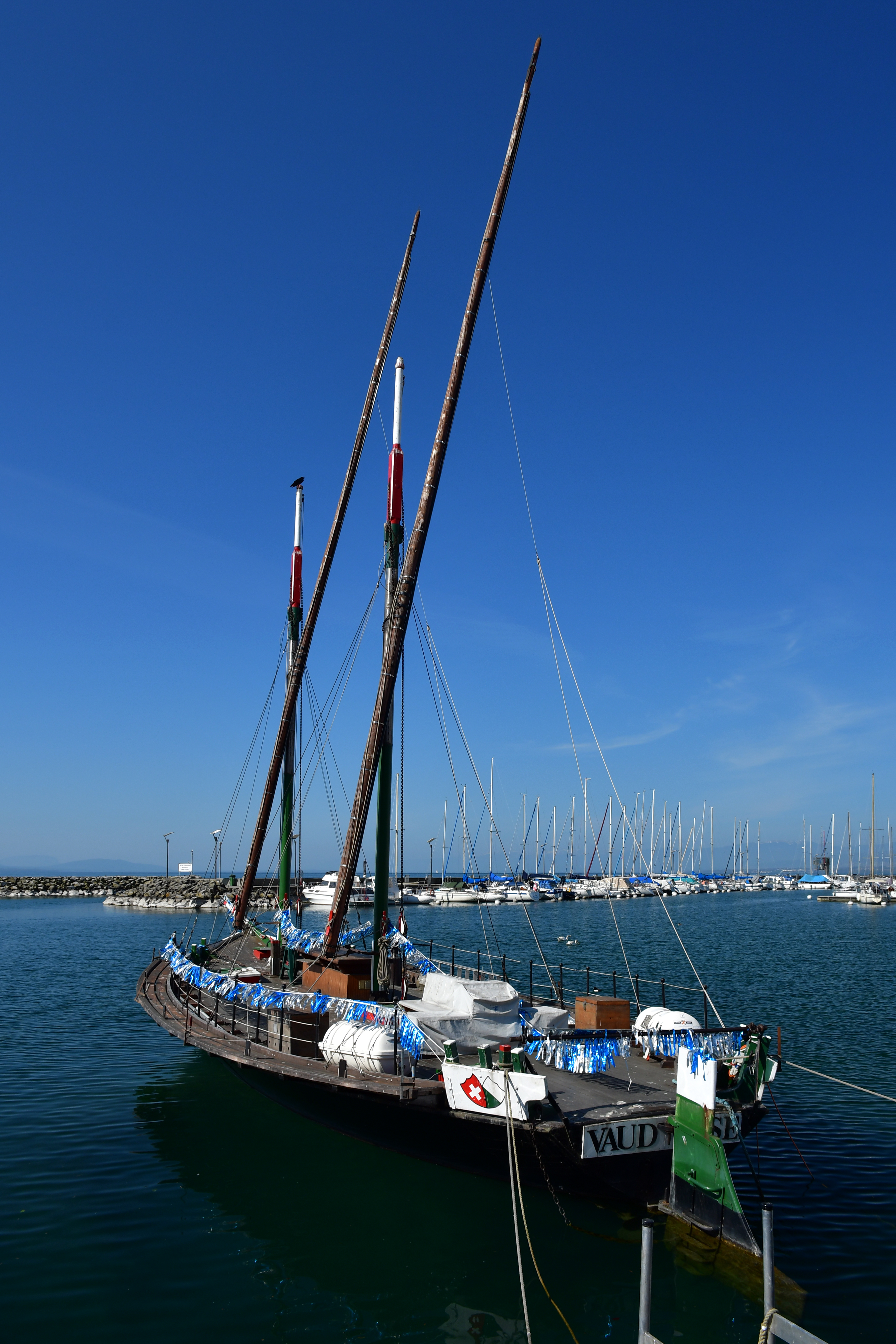
La Vaudoise 2020 im Hafen von Ouchy

Der Zweimaster hat die klassische Takelung mit zwei Lateiner- und einem Focksegel. Er ist 22,65 Meter lang, 6,96 Meter breit und verfügt eine Segelfläche von 140 Quadratmetern. Die Barken des 18. Jahrhunderts hatten noch keine Focksegel. Ursprünglich hiess das Boot Violette. Es konnte eine Last von 30 Tonnen beziehungsweise eine Fracht bis zu 30 Kubikmetern befördern. Im Winter 1972/1973 wurde das Schiff mit einem Dieselmotor eines Frachtschiffs mit einer Leistung von 88 Kilowatt ausgestattet.

## Geschichte
Die Violette wurde 1932 im französischen Bret-Locum erbaut. Sie gehörte zu den letzten Segelschiffen, die für den Transport von Waren auf dem Genfersee in Auftrag gegeben wurden. Eigner war Eloi Giroud aus Villeneuve, der sie nach seiner Frau benannt hatte. Bis 1948 beförderte das Schiff Güter wie Steine, Sand, Kies oder Holz.
Im Jahr 1948 erwarb Francis Marius Messerli († 1975) die Violette für die Confrérie des Pirates d’Ouchy, um einen der letzten Frachtsegler zu erhalten. Die Violette wurde darauf nach dem Kanton Waadt (französisch Vaud) in La Vaudoise umbenannt. Grundlegende Renovationen wurden in den Jahren von 1980 bis 1982 und 2014/2015 durchgeführt.
Im Jahr 1987 warb das Schiff auf dem Vierwaldstättersee für Wein aus dem Kanton Waadt. Die historischen Frachtsegler La Neptune und La Vaudoise nahmen im Oktober 2001 mit den Nachbauten La Savoie und L’Aurore an Veranstaltungen in Évian, Thonon und Port Pinard teil. Im Juli 2004 nahm La Vaudoise an der Veranstaltung BREST 2004 im französischen Atlantikhafen Brest teil. Zu den prominenten Fahrgästen der Jahre 2017 und 2018 gehörten Thomas Bach, Alain Berset, Grégoire Junod, Doris Leuthard, Jacqueline de Quattro und Géraldine Savary.
Am 18. Juli 1979 wurde La Vaudoise unter Schutz gestellt. Bis 2011 war es das einzige Schiff des Kantons unter Kulturgüterschutz. Die acht historischen Schaufelradschiffe der Compagnie Générale de Navigation sur le Lac Léman erhielten 2011 diesen Status.